# Ђара (Агриђенто)
Ђара (итал. Giarra) је насеље у Италији у округу Агриђенто, региону Сицилија.
Према процени из 2011. у насељу је живело 71 становника. Насеље се налази на надморској висини од 40 м.